# José Santa
José Fernando Santa (Pereira, 12 september 1970) is een voormalig profvoetballer uit Colombia. Hij speelde als verdediger gedurende zijn carrière, en kwam elf seizoenen uit voor Atlético Nacional. Met die club won hij onder meer de Copa Libertadores en tweemaal de Colombiaanse landstitel.

## Interlandcarrière
Santa speelde 28 officiële interlands voor Colombia in de periode 1995-1998. Onder leiding van bondscoach Hernán Darío Gómez maakte hij zijn debuut op 31 januari 1995 in de vriendschappelijke wedstrijd tegen Zuid-Korea (1-0) in Hongkong, net zoals Jorge Bermúdez (América de Cali), Arley Dinas (America de Cali), Bonner Mosquera (Millonarios), Luis Quiñónez (Once Caldas), John Jairo Gómez (Independiente Medellín), Alex Comas (Deportes Quindio) en Alonso Alcibar (Once Caldas). Santa nam met Colombia onder meer deel aan het WK voetbal 1998. Ook deed hij mee aan twee edities van de Copa América (1995 en 1997), en aan de Olympische Spelen van 1992 in Barcelona.

## Erelijst
Atlético Nacional
- Copa Libertadores

1989
- Copa Interamericana

1990, 1997
- Copa Merconorte

1998
- Copa Mustang

1991, 1994